# باربارا کنام
باربارا کنام (انگلیسی: Barbara Kanam؛ زادهٔ ۲۷ سپتامبر ۱۹۷۳) خواننده-ترانه‌پرداز، تهیه‌کننده موسیقی، هنرپیشه، رقص اهل جمهوری دموکراتیک کنگو است. وی از سال ۱۹۹۱ میلادی تاکنون مشغول فعالیت بوده‌است.